# Margaret M. Mitchell
Pour les articles homonymes, voir Mitchell et Margaret Mitchell.
Margaret Mary Mitchell, née en 1956, est une bibliste américaine spécialiste du Nouveau Testament et du christianisme primitif. Elle est actuellement professeure à la Divinity School de l'université de Chicago, dont elle a été doyenne de 2010 à 2015.

## Biographie
Margaret M. Mitchell a apporté la plupart de ses contributions à la recherche sur le corpus paulinien, en particulier sur les épîtres aux Corinthiens, sur la rhétorique chrétienne ancienne et sur Jean Chrysostome. Elle a siégé au comité de rédaction du Journal of Biblical Literature et des New Testament Studies, et coédite plusieurs séries, dont les Novum Testamentum: Supplements et les Writings from the Greco-Roman World de la Society of Biblical Literature. Elle a reçu une bourse Guggenheim en 2010.
Margaret M. Mitchell a été élue présidente de la Studiorum Novi Testamenti Societas en 2021.

## Publications

### Thèse
- Margaret M. Mitchell, Paul and the rhetoric of reconciliation an exegetical investigation of the language and composition of 1 Corinthians (Ph.D.), Chicago, IL, Chicago University, 1989 (ISBN 9780521197953, OCLC 722335252)

### Ouvrages
- Margaret M. Mitchell, The Heavenly Trumpet: John Chrysostom and the Art of Pauline Interpretation, vol. 40, Tübingen, Mohr Siebeck, coll. « Hermeneutische Untersuchungen zur Theologie », 2000 (ISBN 9780664225100, OCLC 49527186)
- Margaret M. Mitchell, Paul and the Rhetoric of Reconciliation: An Exegetical Investigation of the Language and Composition of 1 Corinthians, vol. 28, Tübingen, Mohr Siebeck, coll. « Hermeneutische Untersuchungen zur Theologie », 1991 (ISBN 9783161457944, OCLC 797505309) (OCLC 782103693). - revision of author's thesis.
- Margaret M. Mitchell et Rowan A. Greer, The "Belly-Myther" of Endor: Interpretations of 1 Kingdoms 28 in The Early Church, vol. 16, Atlanta, Scholars Press, coll. « Writings from the Greco-Roman World », 2007 (ISBN 9781435626942, OCLC 191683218)
- Margaret M. Mitchell, Paul, the Corinthians, and the Birth of Christian Hermeneutics, Cambridge, UK, Cambridge University Press, 2010 (ISBN 9780521197953, OCLC 496958988)
- Margaret M. Mitchell, Paul and the Emergence of Christian Textuality: early Christian literary culture in context: collected essays. Volume I, vol. 393, Tübingen, Mohr Siebeck, coll. « Wissenschaftliche Untersuchungen zum Neuen Testament », 2017 (ISBN 9783161546167, OCLC 1018406215)